# Saint-Denis-du-Payré
Saint-Denis-du-Payré és un municipi francès situat al departament de Vendée i a la regió de País del Loira. L'any 2007 tenia 364 habitants.

## Demografia

### Població
El 2007 la població de fet de Saint-Denis-du-Payré era de 364 persones. Hi havia 175 famílies de les quals 52 eren unipersonals (40 homes vivint sols i 12 dones vivint soles), 79 parelles sense fills i 44 parelles amb fills.
La població ha evolucionat segons el següent gràfic:
Habitants censats

### Habitatges
El 2007 hi havia 308 habitatges, 174 eren l'habitatge principal de la família, 126 eren segones residències i 9 estaven desocupats. 301 eren cases i 5 eren apartaments. Dels 174 habitatges principals, 142 estaven ocupats pels seus propietaris, 27 estaven llogats i ocupats pels llogaters i 5 estaven cedits a títol gratuït; 3 tenien una cambra, 7 en tenien dues, 41 en tenien tres, 51 en tenien quatre i 72 en tenien cinc o més. 130 habitatges disposaven pel capbaix d'una plaça de pàrquing. A 74 habitatges hi havia un automòbil i a 79 n'hi havia dos o més.

### Piràmide de població
La piràmide de població per edats i sexe el 2009 era:
| Homes | Edats   | Dones |
| ----- | ------- | ----- |
| 0     | 95 o +  | 0     |
| 4     | 90 a 94 | 0     |
| 4     | 85 a 89 | 4     |
| 8     | 80 a 84 | 12    |
| 8     | 75 a 79 | 20    |
| 16    | 70 a 74 | 16    |
| 24    | 65 a 69 | 12    |
| 8     | 60 a 64 | 16    |
| 4     | 55 a 59 | 16    |
| 16    | 50 a 54 | 12    |
| 8     | 45 a 49 | 8     |
| 16    | 40 a 44 | 12    |
| 4     | 35 a 39 | 8     |
| 4     | 30 a 34 | 4     |
| 0     | 25 a 29 | 0     |
| 0     | 20 a 24 | 4     |
| 16    | 15 a 19 | 8     |
| 16    | 10 a 14 | 16    |
| 0     | 5 a 9   | 8     |
| 4     | 0 a 4   | 4     |

## Economia
El 2007 la població en edat de treballar era de 220 persones, 154 eren actives i 66 eren inactives. De les 154 persones actives 138 estaven ocupades (88 homes i 50 dones) i 17 estaven aturades (5 homes i 12 dones). De les 66 persones inactives 36 estaven jubilades, 13 estaven estudiant i 17 estaven classificades com a «altres inactius».

### Ingressos
El 2009 a Saint-Denis-du-Payré hi havia 181 unitats fiscals que integraven 394 persones, la mediana anual d'ingressos fiscals per persona era de 15.330,5 €.

### Activitats econòmiques
Dels 10 establiments que hi havia el 2007, 1 era d'una empresa de construcció, 3 d'empreses de comerç i reparació d'automòbils, 1 d'una empresa d'hostatgeria i restauració, 1 d'una empresa financera, 1 d'una empresa immobiliària, 2 d'empreses de serveis i 1 d'una empresa classificada com a «altres activitats de serveis».
Dels 3 establiments de servei als particulars que hi havia el 2009, 1 era un taller de reparació d'automòbils i de material agrícola, 1 electricista i 1 perruqueria.
L'únic establiment comercial que hi havia el 2009 era una floristeria.
L'any 2000 a Saint-Denis-du-Payré hi havia 17 explotacions agrícoles que ocupaven un total de 714 hectàrees.

## Poblacions més properes
El següent diagrama mostra les poblacions més properes.